# Дяківці (Чернівецький район)
Дя́ківці (рум. Probotești, Проботешти) — село в Україні, у Герцаївській міській громаді Чернівецького району Чернівецької області.

## Назва
Історична назва села Проботешть, перейменоване радянською владою на Дяківці. Перейменування пов'язане з виборами, під час яких більшість виборців мали прізвище Дескелень, яке перевели як «даскал», тобто «діаков», а російською зробили Дяківці.

## Географія
На південному сході від села бере початок річка Свинке, права притока Герци. Відстань до центру громади становить близько 6 км і проходить автошляхом Т 2606, а до Чернівців 37 км. Неподалік від села розташований пункт пропуску на кордоні з Румунією Дяківці—Раковець.

### Клімат
Дяківці знаходяться в межах вологого континентального клімату із теплим літом. Але діяльність людини досить часто призводить до екоциду, поганих змін та глобального потепління. Рівень наповнення річок водою по області становить лише 20 % від необхідного стандарту, значна частина земної поверхні стає посушливою. Для покращення ситуації варто було б проводити ревайлдинг, відновлювати екосистеми та лісові насадження.

## Історія
Село відоме з середини XVI століття під назвою Проботешть.
Довгий час значна територія поселення належала молдавському монастирю Пробота, який знаходиться неподалік від міста Сучава.
У 1946 році Проботешть перейменовано радянською владою на Дяківці.
Мешканці села зазнали каральної акції операції «Захід».
З 24 серпня 1991 року село входить до складу незалежної України.
1994 році було проведено референдум про повернення історичної назви. 
У 2018 році шляхом об'єднання сільських рад, село Дяківці увійшло до складу Герцаївської міської громади.

## Населення

### Мова
Розподіл населення за рідною мовою за даними перепису 2001 року:
| Мова       | Кількість | Відсоток |
| ---------- | --------- | -------- |
| румунська  | 1184      | 98.42%   |
| українська | 7         | 0.58%    |
| російська  | 12        | 1.00%    |
| Усього     | 1203      | 100%     |

## Уродженці села
- Павел Василь Костянтинович (*14.07.1934) - румунський мовознавець і діалектолог. Доктор філологічних наук (1984), професор (1994). З 1994 р. вчений працював професором і зав. кафедри румунської мови і літератури Кишинівського педагогічного університету ім. І. Крянге[3].